# 宋营镇
宋营镇，是中华人民共和国河北省石家庄市裕华区下辖的一个乡镇级行政单位，实际上由石家庄高新技术产业开发区托管。镇政府驻学苑路86号

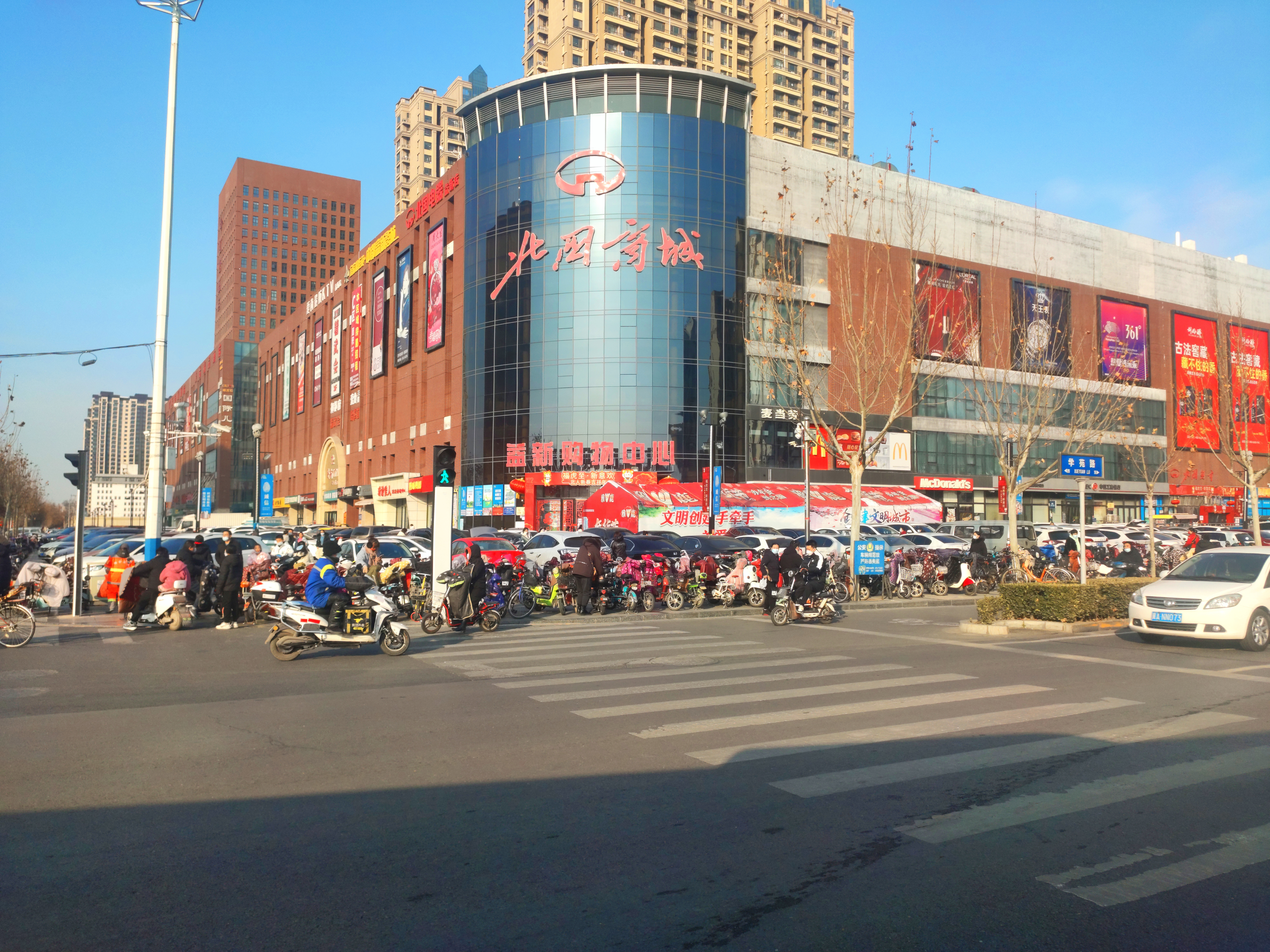
宋营镇境内的益新购物中心

## 地理位置
宋营镇在石家庄市区的东南部，东与裕华区的裕东街道、裕强街道、方村镇毗邻，南与方村镇(裕华区)和郄马镇（石家庄高新技术产业开发区）接壤,北边是石家庄高新技术产业开发区的长江街道和太行街道，东边是石家庄经济技术开发区（属藁城区）和河北石家庄循环化工园区（属藁城区）。

## 交通

#### 地铁
截止2022年2月6日，宋营镇境内共有地铁一条，为石家庄地铁三号线二期，在宋营镇境内的区间为西仰陵站——太行南大街站。

#### 境内道路
石家庄高新技术产业开发区的道路与市内其他区域的命名有所不同，多数道路的命名规律为：南北走向的为街，东西走向的为道；南北走向以山（脉）命名，东西走向以河流命名。例如天山大街、珠峰大街、祁连街、珠江大道、长江大道、湘江道；但是也有例外，比如学苑路、金沙南路、金沙江路（建设中）、南二环东延(或信工路/世纪大道)。
宋营镇的主要道路有：
- 天山大街
- 珠峰大街
- 封龙大街
- 祁连街
- 昆仑大街
- 太行大街
- 珠江大道
- 学苑路
- 南二环东延或世纪大道

#### 联外道路
宋营镇属于石家庄市区，所以大部分道路都可以联通其他城区，经过宋营镇境内的高速公路或国道有：
- 新元高速

#### 公交车
宋营镇在石家庄公交公司的运营范围内，境内有51、32、80、71、502、518、580、572、556、付32等线路。

## 行政区划
宋营镇下辖以下地区：
东方家园社区、天然城社区、东仰陵村、西仰陵村、中仰陵村、南辛庄村、宋营村、北豆村、南豆村、岗当村、韩通村和八方村。